# زبيغنيو بونيك
زبيغنيو كازيميرز بونيك (بالبولندية: Zbigniew Kazimierz Boniek)‏ هو معلق رياضي ولاعب كرة قدم سابق في صفوف منتخب بولندا لكرة القدم. يعد من الأسماء اللامعة في تاريخ الكرة البولندية، ويعتبره البعض أفضل لاعب في تاريخ أوروبا الشرقية. انضم إلى صفوف منتخب بولندا المشارك بكأس العالم لكرة القدم 1978 وعمره 22 سنة.
بعد تألقه في كأس العالم 1982 انتقل إلى صفوف يوفنتوس وشكل ثلاثيا خطيرا مع باولو روسي وميشيل بلاتيني، وفي عام 1986 انتقل إلى نادي روما واعتزل في نهاية الموسم.

## مسيرته الكروية
لعب زبيغنيو بونيك خلال مسيرته الاحترافية مع 4 أندية في خمسة عشر موسمًا وسجل خلالها 90 هدف ضمن 368 مباراة. حيث فاز في موسمين بالكأس وفي ثلاثة مواسم بالدوري.
خاض زبيغنيو بونيك مسيرته مع Zawisza Bydgoszcz ‏ في موسم 1973–74 ولمدة موسمين، مشاركًا في 39 مباراة سجل خلالها 10 أهداف. ثم انتقل إلى نادي ويدزي لودز في موسم 1975–76 ليلعب معه سبعة مواسم، حيث شارك في 172 مباراة سجل خلالها 50 هدف. لينتقل بعدها إلى نادي يوفنتوس في موسم 1982–83 واستمر معه طيلة ثلاثة مواسم، مشاركًا في 81 مباراة سجل خلالها 13 هدفًا. ثم انتقل إلى نادي روما في موسم 1985–86 واستمر معه طيلة ثلاثة مواسم، مشاركًا في 76 مباراة سجل خلالها 17 هدفًا.